# Eurofoam
Eurofoam este o companie europeană care produce și prelucrează spumă poliuretanică. 
Domeniile de aplicare  acoperă un spectru larg, de la gama de saltele și mobilier tapițat, industria de automobile, domenii tehnice, sportive și de petrecere a timpului liber, până la ambalaje speciale și soluții pentru acustică și izolare fonică. În plus, compania este  specializată în dezvoltarea de spume poliuretanice cu utilizări suplimentare.

## Istoric
Producerea primelor blocuri de spumă poliuretanică a fost demarată la începutul lui 1950, inițial în Germania, și la scurt timp după aceea, în Austria. Un deceniu mai târziu, (în 1966), o unitate de producție de spumare continuă a fost instalată în Kremsmünster. Aceasta a pus temelia pentru producția de masă.
În cursul următorilor ani, mai multe locații de producție au fost construite, și o serie de filiale au luat ființă în Austria și în străinătate. Holding-ul, Greiner Holding AG, fondat în 1989, a constituit cadrul organizatoric pentru această dezvoltare.
Profitand de posibilitățile de extindere din Europa de Est, Greiner Holding AG a decis să participe la un joint-venture cu compania belgiană Recticel S.A. în sectorul de producție de spumă poliuretanică. Acest joint-venture a fost fondat în 1993 sub numele Eurofoam. Compania s-a extins în Europa Centrală și de Est, înființând numeroase filiale.
În 2011, grupul Eurofoam a atins o cifră de afaceri de 375 de milioane de euro, cu un total de 1.753 de angajați.
Eurofoam are o rețea de 36 de fabrici de producție și procesare în 11 țări din Europa Centrală și de Est (în decembrie 2019). În 2019, Grupul Eurofoam a realizat o cifră de afaceri consolidată de 399 milioane euro cu 2.317 angajați.

## Legături externe
- Website Eurofoam
- Website Eurofoam România
- Website Eurofoam Germania
- Website Eurofoam Austria
- Website Eurofoam Polonia
- Website Eurofoam Ungaria
- Website Eurofoam Bulgaria Arhivat în 10 ianuarie 2016, la Wayback Machine.